# Incomlac
Societatea pe acțiuni „Incomlac” (Industrializarea și Comercializarea Lactatelor) este o întreprindere în Bălți, Republica Moldova, specializată în prelucrarea laptelui . Combinatul de lapte din Bălti a fost fondat în anul 1958, în baza unei fabrici producătoare de unt și cașcaval existente din anul 1949. În 1994, împreuna cu procesul de privatizare, combinatul a fost reorganizat in societate pe acțiuni „Incomlac”. Întreprinderea este una din cele mai mari în Republica Moldova . În anul 1998 pe piața țării produsele S.A „Incomlac” au constituit 46% din volumul total de produse lactate autohtone. În anul 2007 SA „Incomlac” a înregistrat un profit net de 24,69 mln lei (2,4 mln USD), de 4,3 ori mai mare comparativ cu anul precedent . În 2009, ponderea companiei în industrioa lactatelor a scăzut până la 23%, menținându-și, totuși, poziția de lider  Aici se produce un asortiment bogat de produse lactate: lapte pasteurizat, chefir, smântână, brânzeturi, unt, înghețată, lapte praf etc. Produseele sunt realizate atât pe piața internă, cât și după hotarele țării (România, Rusia, Turcia, Polonia).  În prezent S.A. «Incomlac» face parte din concernul transnațional „JLC Group”.